# 默罕默德·本·易卜拉欣·阿尔·穆塔瓦
默罕默德·本·易卜拉欣·阿尔·穆塔瓦（Mohammed bin Ibrahim Al Mutawa，1947年9月—），是一名巴林政治人物，担任巴林内阁多个部门部长。

## 生平
1947年，穆塔瓦出生，并在亚历山大大学获得哲学、心理学和社会科学学位。
1972年，穆塔瓦开始领导青年运动，并参与社会事务。1974年，进入总理办公室工作。1977年，他被任命为总理办公室执行主任，并供职至1993年。1993年至2005年期间，他担任内阁事务部长。1995年6月26日至2001年，担任信息部长。在2001年，他担任总理事务部长。2002年至2006年，担任内阁事务部长。
2005年，穆塔瓦被任命为内阁文化事务顾问。2009年，他被巴林政府推举担任海湾阿拉伯国家合作委员会秘书长；但是该议案遭到卡塔尔政府的反对。因此巴林政府改为推举阿卜杜拉蒂夫·本·拉希德·扎亚尼担任海湾阿拉伯国家合作委员会秘书长。
2010年后，穆塔瓦被任命为内政部长。